# 枚方バイパス

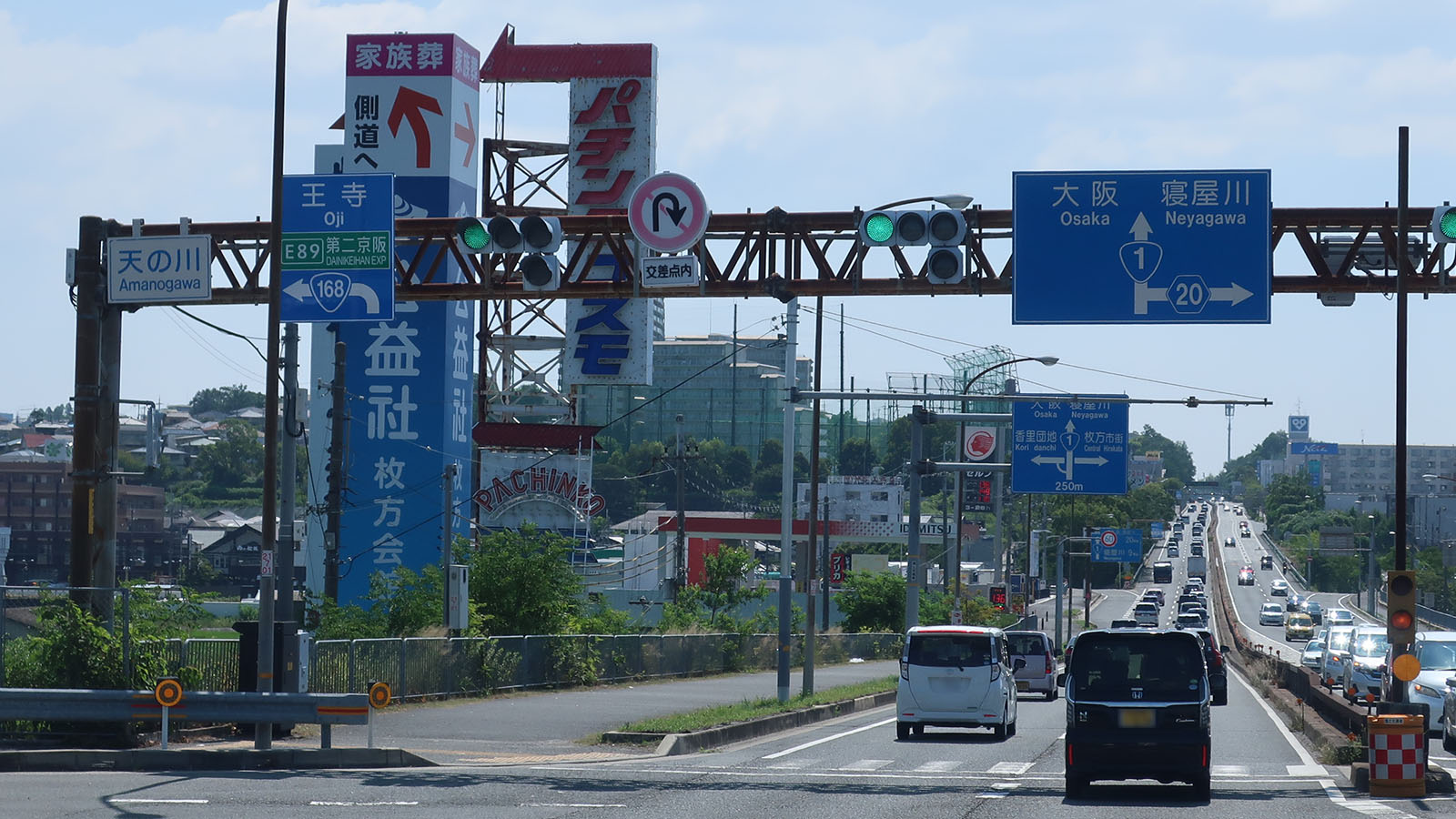
枚方バイパス
国道168号の終点付近
大阪府枚方市　天の川交差点

枚方バイパス（ひらかたバイパス）は、京都府京都市伏見区大手筋から大阪府枚方市北中振を結ぶ国道1号（現：京都府道・大阪府道13号京都守口線）のバイパスとして建設された道路である。

## 概要
1958年（昭和33年）6月より着工、1966年（昭和41年）3月に全線開通。21世紀に入り、そのバイパスである第二京阪道路の供用が開始されたため、バイパス道路としての役割を譲りつつある。また、枚方バイパスのうち京都府域の区間を久御山バイパスと呼ぶこともあった。

## 沿革
1957年10月末、建設省から「淀川堤防を上を走る一級国道一号線の交通量緩和と淀川堤防の保護のため、枚方と八幡町（現八幡市）の間を付け替える」と発表された。その発表によると、1958年から実地調査にかかり、1961年度には完成させるというものだった。ルートは枚方市出口付近から菊ヶ丘を経て枚方市中央部を縦断し、府境の洞ヶ峠からは八幡町を北上して御幸橋南詰に接続する計画であった。この計画は周辺自治体に大きな影響を与えた。枚方市では開通を見越して予算2250万円を計上し、市道の延長に着手し、府営住宅・市営住宅の計画を進めることになった。八幡町も1957年9月に策定した10ヵ年計画を練り直し、「新町建設基本計画」を策定した。
1961年1月、枚方市内は既に着工して1965年の完成を目指していたが、八幡町通過コースに対して建設省から、御幸橋分岐コースを改め、八幡町川口地区から木津川を渡り、久御山町の西部をかすめて伏見区の大手筋交差点に至る案（西コース）が決定され、測量にかかる準備が行われていた。ところが1962年度から始まる新道路整備五カ年計画に対して、京都府総合開発審議会から「南山城開発のためには八幡町内の予定路線を東にふり、久御山町を通過して大手筋で接続するのが望ましい」と東コース案が進言され、現在のルートとなった。西コースよりも東に約1キロ寄る東コースのメリットは、連絡路線との接続が良くなること、木津川の横断路としても、御幸橋と田辺町（現京田辺市）で建設中の山城大橋との関係上、東による方が理想的であることが挙げられている。　
2度のルート変更が行われたが、1966年3月、枚方バイパスは全線開通した。開通した枚方バイパスは全長20 km余りで、信号の数が少なく直線部分が多いことからスピード違反や無理な追い越しが多発した。そのため3月10日の開通以来、4月16日までの1ヶ月余りで事故件数51件、死者4人、重軽症者52人にのぼった。開通前に建設省は、通行量（3万台）から考えて事故防止のため中央線の幅を太くしてゴム製ポールを設置したり、路肩に夜光塗料付きの路肩境界標識を設置するなど「事故防止設備は万全」としていた。しかし、大型車には役に立たなかった。特に京都府域では警察署（宇治警察署と田辺警察署）が対応できず、取り締まりは手薄であった。対策として信号機の増設などが行われたが、それでもなお事故は多く、1972年1年間で274件（枚方バイパス全体）の事故が発生した。1973年には事故防止のため、3ヶ年計画で事業費約50億円を要し、枚方バイパスの一部区間を改修する計画が立てられた。改修内容は道路の拡幅で、2 mの中央分離帯と両側に3.25 mの歩道、歩道と車道の間に1.25 mの緩急車道を設置するというものであった。

### 年表
- 1958年6月 - 枚方市内が着工
- 1962年9月 - 八幡町内が着工[3]
- 1966年3月10日 - 全線開通
- 1975年 - 一部区間に・歩道・中央分離帯を設置[4]

## 接続するバイパス
- 京滋バイパス
- 寝屋川バイパス

## 交差する道路
- 上側が起点側、下側が終点側。左側が上り側、右側が下り側。
- 交差する道路の特記がないものは市道。

| 交差する道路                        | 交差する道路                        | 交差する場所 | 交差する場所 | 交差する場所   | 東京から (km) |
| ----------------------------------- | ----------------------------------- | ------------ | ------------ | -------------- | ------------- |
| 国道1号 大津・四日市方面            |                                     |              |              |                |               |
| 府道13号京都守口線                  | 府道35号大津淀線〈大手筋〉          | 京都府       | 京都市       | 大手筋         |               |
| 市道188号観月橋横大路線〈外環状線〉 | 市道188号観月橋横大路線〈外環状線〉 | 京都府       | 京都市       | 横大路         |               |
| 府道124号三栖向納所線               | 府道124号三栖向納所線               | 京都府       | 京都市       | －             |               |
| 国道478号〈京都第二外環状道路〉     | 国道1号〈京滋バイパス〉             | 京都府       | 久御山町     | 京滋バイパス森 |               |
| 府道81号八幡宇治線                  | 府道81号八幡宇治線                  | 京都府       | 久御山町     | 久御山森       |               |
| 府道15号宇治淀線                    | 府道15号宇治淀線                    | 京都府       | 久御山町     | 久御山田井     |               |
| 府道22号八幡木津線                  | 府道22号八幡木津線                  | 京都府       | 八幡市       | 八幡下奈良     |               |
| 府道281号八幡城陽線                 | 府道281号八幡城陽線                 | 京都府       | 八幡市       | 八幡戸津       |               |
|                                     | 府道736号交野久御山線               | 京都府       | 八幡市       | 八幡中代       |               |
| 府道735号長尾八幡線                 | 府道251号富野荘八幡線               | 京都府       | 八幡市       | 八幡一ノ坪     |               |
|                                     | 府道735号長尾八幡線                 | 京都府       | 八幡市       | 八幡南山       |               |
|                                     | 府道284号八幡京田辺インター線       | 京都府       | 八幡市       | 八幡洞ヶ峠     |               |
| 府道17号枚方高槻線                  | 府道17号枚方高槻線                  | 大阪府       | 枚方市       | 招提           |               |
| 府道144号杉田口禁野線               | 府道144号杉田口禁野線               | 大阪府       | 枚方市       | 出屋敷         |               |
| 府道18号枚方交野寝屋川線            | 府道18号枚方交野寝屋川線            | 大阪府       | 枚方市       | 出屋敷南       |               |
| 府道139号枚方茨木線                 | 国道307号                           | 大阪府       | 枚方市       | 池之宮         |               |
| 府道20号枚方富田林泉佐野線          | 国道168号                           | 大阪府       | 枚方市       | 天の川         |               |
| 国道170号 高槻方面                  | －                                  | 大阪府       | 枚方市       | 出口3          |               |
| 国道1号 大阪方面 国道170号          |                                     |              |              |                |               |

## 道路管理者
- 京都府域 = 国土交通省京都国道事務所京都第一維持出張所
- 大阪府域 = 国土交通省大阪国道事務所高槻維持出張所

## 交通量
2005年度（平成17年度道路交通センサスより）
平日24時間交通量（台）
- 京都市伏見区横大路千両松町：57,881
- 久世郡久御山町田井荒見：49,616
- 八幡市美濃山蛭塚：46,150
- 枚方市菊ケ丘南町：83,545

## 沿線の様子
全線全幅16.0 m以上・4車線で線形は極めて良好である。沿線は様々な業種が進出し活況を呈している。自動車販売店・飲食店・物販店・娯楽施設が多い。
地の利を活かして、枚方市には中小企業団地・枚方家具団地の産業集積が構成されている。古くから近郊農業が盛んで近年事業所の進出が激しい八幡市・久御山町にとってもこの道路は不可欠の存在である。
また、淀川左岸で京阪間を繋ぐ幹線道路は枚方バイパスと第二京阪道路だけであり、一日を通して混みあっている。淀川右岸を並走する国道171号とは異なり大半の交差点に右折レーンが設置されているが、交通量が増加する枚方市内においても主要な交差点が立体交差となっていない。特に天の川 - 池之宮北付近の渋滞は日常的に発生しており深刻な状況である。天の川の渋滞はサグ渋滞である。第二京阪道路の全線開通後はピーク時の平均旅行速度が向上し、渋滞が緩和された。
歩道はほとんど整備されているものの（一部手付かずの箇所あり）、大型自動車の通行量が極めて多いため、歩行者はあまり見かけない。久御山町から南の区間にはガソリンスタンドが多く、1980年代後期から1990年代後半までは熾烈な価格競争が発生したが近年は沈静化している。また最近になってからは、近畿の他の地区と比べ、比較的ガソリン価格を安く設定している店が多くなってきた。
交通の要所ということで、警察の交通取締りが重点的に行われている。覆面パトカーによるパトロールがされている。また、八幡には八幡検問所が設置されている。ループコイル式オービス等の自動速度取締り機も設置されている。また中振では白バイが待機していることが多い。
この区間には京都府と大阪府の境である洞ヶ峠という小高い峠がある。